# Last Night I Dreamt That Somebody Loved Me
Last Night I Dreamt That Somebody Loved Me è un brano della band inglese The Smiths.
Terzo ed ultimo singolo tratto dall'album Strangeways, Here We Come, il disco venne pubblicato il 7 dicembre del 1987 dalla Rough Trade e raggiunse la posizione numero 30 nella Official Singles Chart.

## Realizzazione
Prodotto dagli stessi Smiths in collaborazione con Stephen Street,  il brano venne registrato presso gli studi Wool Hall di Bath, nella primavera del 1987.
Dal punto di vista musicale, Last Night I Dreamt è probabilmente il brano con più arrangiamenti orchestrali, ma anche uno di quelli più tormentati e cupi della band di Manchester: cinque minuti di disperazione e angoscia musicale che rendono bene l'immagine della fine della storia della band e, soprattutto, la stanchezza e il disagio dovuta all'ormai completo deterioramento del rapporto tra Morrissey e Marr. Si apre con un intro di due minuti di note di pianoforte, confuse tra il rumore di folla schiamazzante, prima che la band si lanci in un vortice di chitarre ed effetti, con Marr, Rourke e Joyce impegnati ad avvolgere l'ascoltatore in uno scenario di tensione emotiva crescente, mitigata dalla sola voce di Morrissey che poi, man mano, si dissolve in ottave più alte, quasi fino ad esaurire il fiato stesso.
Nel testo il cantante descrive tutta la sua delusione per questo epilogo (Last night I dreamt / That somebody loved me / No hope no harm / Just another false alarm) e tutto il tormento del cantante per un connubio artistico che nei suoi propositi iniziale sembrava perfetto e destinato a non dover terminare mai (So tell me how long / Before the last one? / And tell me how long / Before the right one?) ma che alla fine si rivela un fallimento che si ripropone a lui come già in passato aveva vissuto nei confronti di un qualcosa che aveva amato profondamente (This story is old, i know / But it goes on).
La canzone venne poi modificata nella versione 7" e pubblicata senza il lungo intro di pianoforte presente nella versione originale dell'album mentre, come b-sides, la Rough Trade riciclò materiale vecchio e tracce live, cosa che avvenne per quasi tutti gli ultimi singoli della band.
"Ho approvato, nel senso che credo che i singoli degli Smiths sono fatti per essere ascoltati." rispose Morrissey, interpellato da NME nel 1988, sulla qualità delle b-sides "Ovviamente non è che ci fossero b-sides accettabili e ovviamente non c'era alcuna ragione accettabile per fare un cd singolo, ma sono stati pubblicati comunque. È difficile perché volevo che quelle canzoni fossero ascoltate, e la fine degli Smiths era un'occasione troppo comoda. Se ci fosse ancora un'altra occasione per infestare le onde radio penso che dovrebbe essere fatto."

## Cover
Diversi artisti, nel corso degli anni, si sono misurati nella reinterpretazione di Last Night I Dreamt: Grant-Lee Phillips (leader dei Grant Lee Buffalo) ha incluso questa canzone nel suo album (di cover) Nineteeneighties e anche gli Eurythmics, nella ristampa (Deluxe Edition Reissue) dell'album We Too Are One, hanno inserito un rifacimento del brano.
Probabilmente, però, la versione che ha riscosso i maggiori apprezzamenti, da pubblico e critica è quella della band statunitense Low che, inizialmente, decise di pubblicarla come singolo, per poi in seguito includerla nella raccolta dal titolo A Lifetime of Temporary Relief: 10 Years of B-Sides and Rarities.

## Copertina
La copertina del singolo è una foto di Billy Fury, nome d'arte di Ronald William Wycherley, cantante britannico di successo internazionale dalla fine degli anni Cinquanta, fino alla metà degli anni Sessanta. Il retro mostra la stessa immagine da un'angolazione diversa.
Sul vinile dei 7" e del 12" sono incise, rispettivamente, le frasi: THE RETURN OF THE SUBMISSIVE SOCIETY / STARRING SHERIDAN WHITESIDE e THE BIZARRE ORIENTAL VIBRATING PALM DEATH / STARRING SHERIDAN WHITESIDE. Sheridan Whiteside è uno degli pseudonimi di Morrissey, preso in prestito dal nome del protagonista della commedia The Man Who Came To Dinner, film diretto da William Keighley, nel 1942.

## Tracce
- UK 7"

1. Last Night I Dreamt That Somebody Loved Me - 3:12
2. Rusholme Ruffians (Peel Sessions, 9 agosto 1984) - 4:04

- UK 12"

1. Last Night I Dreamt That Somebody Loved Me (long version) - 5:04
2. Rusholme Ruffians (Peel Sessions, 9 agosto 1984) - 4:04
3. Nowhere Fast (Peel Sessions, 9 agosto 1984) - 2:39

- UK CDs

1. Last Night I Dreamt That Somebody Loved Me (long version) - 5:04
2. Rusholme Ruffians (Peel Sessions, 9 agosto 1984) - 4:04
3. Nowhere Fast (Peel Sessions, 9 agosto 1984) - 2:39
4. William, It Was Really Nothing (Peel Sessions, 9 agosto 1984) - 2:04

## Formazione
- Morrissey – voce
- Johnny Marr – chitarra, pianoforte
- Andy Rourke – basso
- Mike Joyce – batteria